# Андре Машино
Андре Машино (фр. André Maschinot; Valdoie, 28. јун 1903 — Колмар, 10. март 1963) био је француски фудбалер. Играо је за Сошо, као и за фудбалску репрезентацију Француске. Играо је на ФИФА-ином светском првенству 1930. године. Постигао је два гола у једној од две прве утакмице светског првенства, против Мексика.

## Трофеји
- Шампион Француске 1935
- Освајач Пежо купа 1931